# Чан Соу Лин
Чан Соу Лин (иер. 陳秀連, кант.-рус. Чхань Саули́нь, кит.-рус. Чэнь Сюля́нь; англ. Chan Sow Lin; 1845, Гуанчжоуская управа, Гуандун — 5 июня 1927, Куала-Лумпур, Федерированные малайские государства) — малайзийский промышленник китайского происхождения. Был одним из современных отцов-основателей города Куала-Лумпур. Сыграл роль в восстановлении мира в Ларутских войнах. Его новаторство в металлургической промышленности принесло ему титул отца китайской металлургии в Малайе.
Став богатым человеком, занимался филантропией, его наследие можно увидеть по всему современному Куала-Лумпуру.

## Ранний период жизни
Чан родился в бедной семье в Гуанчжоуской управе провинции Гуандун империи Цин в 1845 году. В 16 лет эмигрировал в Малайю. Начал работать в Тайпине на заводе по добыче олова. Чан быстро доказал свою полезность и через несколько месяцев был назначен руководителем оловянных рудников в Ассам-Кумбанг, Тайпин. А год спустя Лоу Сэм (хозяин бизнеса) предоставил ему все полномочия для управления всеми его горнодобывающими предприятиями в районе Ларут.
В зрелом возрасте выучил севернокитайский язык, а позже выучил местный малайский язык.

## Участие в Ларутских войнах
Чан участвовал в Ларутских войнах, серии гражданских войн, между диалектными группами носителей языков Гхи Хин и Хай Сан в Малайзии. Участвуя в конфликте он был тяжело ранен и лечился на Пенанге.
В конце череды войн Тайпин был захвачен британскими войсками и наступило хрупкое перемирие. Однако не все были довольны таим исходом, были люди, которые хотели начать новую войну. Чан незамедлительно выступил в качестве посредника между обеими сторонами. Он предложил устроить ужин, чтобы убедить обе стороны, что сохранение мира в их интересах. Ужин закончился тем, что обе стороны согласились на перемирие.

## Бизнес
После войны Чан ненадолго снова присоединился к Лоу Сэму, а позже основал собственный бизнес по добыче олова. Во время своего пребывания в Тайпине он встретил Локе Ю, китайского мигранта, который позже стал самым богатым человеком в Британской Малайе.
В 1883 году Чан и Локи Ю вместе переехали в Селангор из-за войны в Пераке. Правительство Селангора приветствовало новые инвестиции в бесплодные земли и оловянные рудники, поскольку война в Пераке повлияла на экономику. Бесплодные земли и оловянные рудники сдавались в аренду за очень низкую плату. Вместе дуэт стал пионером и крупнейшим владельцем оловянного бизнеса в регионе.
В 1893 году Чан арендовал у Локе Ю две богатые шахты в Серданге и Сунгей Беси и создал свою фирму «Чоп Тан Ки», а позже арендовал у правительства — горнодобывающие земли в Симпе, Сунгей-Путе, Куала-Кубу, Сетапаке, Кепонге и Петалинге.
Чан стал первым китайцем, который использовал земснаряд для добычи олова. В то время большая часть оловянных экскаваторов импортировалась из Великобритании, что было дорого. Чтобы сократить расходы, Чен основал компанию «Chop Mee Lee» (известную как Chan Sow Lin & Co. Ltd) в Джалан-Ампанге, литейный завод по производству металлоконструкций, который специализировался на производстве высококачественных инструментов, оборудования для горнодобывающей промышленности и строительства. Он нанял технических специалистов из Гуанчжоу и Гонконга для обучения местной рабочей силы инженерным работам. Его успех способствовал созданию других литейных заводов в этом районе и помог развитию экономики Куала-Лумпура.

## Филантропия
Чан был председателем Селангорского общества по борьбе с опиумом и китайской школы Селангор Чуан Хун. Он был попечителем храма Син Сзе Си Я.
Чан также сменил Локи Ю на посту президента Китайской торговой палаты Селангора, возглавлял палату с 1907 по 1909 год.
Он является одним из соучредителей больницы Тунг Шин, благотворительного зала Цзишангтан и Чан Ше Шу Юэнь (храма клана Чан) на улице Петалинг в Куала-Лумпуре. Был попечителем Института Виктории, также был назначенным членом Государственного совета Селангора (1902—1921 годы), членом комитета Селангорской цели, приюта для умалишённых и больницы Селангора.

## Достижения
В 1906 году вице-королём Гуандуна по указу императора Китая был направлен специальный комиссар по образованию в Малайские государства. После посещения принадлежащих китайцам компаний и оловянных рудников комиссар написал отчёт вице-королю, в котором высоко оценил роль Чана в продвижении китайской культуры, знаний и технологий в его бизнесе в малайских султанатах . За это наместник наградил его медалью.
За свою благотворительную деятельность он был награждён медалью Вонга, китайского посла в Англии (Малайя в то время находилась под британским правлением).

## Личная жизнь
У Чана было четыре сына.
8 июня 1927 года Чан скончался в своей резиденции по адресу Клайн-стрит, 20, Куала-Лумпур. Он был похоронен на кладбище Гуандун в Сунгей-Беси, Малайзия.

### Наследие
Британское малайское правительство назвало дорогу Джалан Чан Соу Лин в его честь в ознаменование его вклада в развитие Куала-Лумпура. Дорога расположена между аэропортом Сунгай Беси и Пуду и в настоящее время является промышленной зоной.
Его именем названа станция куалалампурского метрополитена, которая служит пересадочной станцией между линиями LRT Sri Petaling, LRT Ampang Line и MRT Putrajaya Line.